# Championnat du Sénégal de football 1997
Navigation
Saison 1996 Saison 1998
La saison 1997 du Championnat du Sénégal de football est la trente-deuxième édition de la première division au Sénégal. Les quatorze meilleures équipes du pays sont regroupées au sein d'une poule unique où elles s'affrontent deux fois, à domicile et à l'extérieur. À l'issue du championnat, les deux derniers du classement sont relégués et remplacés par les deux meilleurs clubs de Division 2.
C'est l'AS Douanes qui remporte le championnat cette saison après avoir terminé en tête du classement final, avec un seul point d'avance sur l'ASC Jeanne d'Arc et trois sur l'ASC Linguère. C'est le deuxième titre de champion du Sénégal de l'histoire du club, qui réussit même le doublé en s'imposant en finale de la Coupe du Sénégal face à l'ASC Linguère.
Le vainqueur du championnat se qualifie pour la Coupe des clubs champions africains tandis que le vainqueur de la Coupe du Sénégal obtient son billet pour la Coupe des Coupes. Enfin, le deuxième du championnat se qualifie pour la Coupe de la CAF et la fédération a la possibilité d'offrir à un club non qualifié une place pour la prochaine édition de la Coupe de l'UFOA, une compétition régionale réservée aux clubs de l'Afrique de l'Ouest.

## Clubs participants
- Espoirs de Bignona
- Compagnie sucrière sénégalaise
- ASC Port Autonome
- AS Douanes
- ASC Jeanne d'Arc
- ASC Yeggo
- Entente Sotrac Ouakam
- Casa Sports - Promu de Division 2
- Dakar Université Club - Promu de Division 2
- ASC Diaraf
- US Rail
- ASC Linguère
- SONACOS
- ASEC Ndiambour

## Compétition
Le barème de points servant à établir les classements se décompose ainsi :
- Victoire : 3 points
- Match nul : 1 point
- Défaite : 0 point

### Classement
| Rang | Équipe                         | Pts | J  | G | N | P | Bp | Bc | Diff |
| ---- | ------------------------------ | --- | -- | - | - | - | -- | -- | ---- |
| 1    | AS DouanesC                    | 46  | 26 |   |   |   |    |    |      |
| 2    | ASC Jeanne d'Arc               | 45  | 26 |   |   |   |    |    |      |
| 3    | ASC Linguère                   | 43  | 26 |   |   |   |    |    |      |
| 4    | ASEC Ndiambour                 | 43  | 26 |   |   |   |    |    |      |
| 5    | ASC Port Autonome              | 35  | 26 |   |   |   |    |    |      |
| 6    | ASC Yeggo                      | 33  | 26 |   |   |   |    |    |      |
| 7    | Entente Sotrac-Ouakam          | 32  | 26 |   |   |   |    |    |      |
| 8    | ASC Diaraf                     | 31  | 26 |   |   |   |    |    |      |
| 9    | Dakar Université ClubP         | 31  | 26 |   |   |   |    |    |      |
| 10   | SONACOST                       | 29  | 26 |   |   |   |    |    |      |
| 11   | Compagnie sucrière sénégalaise | 29  | 26 |   |   |   |    |    |      |
| 12   | US Rail                        | 27  | 26 |   |   |   |    |    |      |
| 13   | Casa SportsP                   | 24  | 26 |   |   |   |    |    |      |
| 14   | Espoirs de Bignona             | 23  | 26 |   |   |   |    |    |      |

|  | Qualification pour la Ligue des champions de la CAF 1998                         |
|  | Qualification pour la Coupe des Coupes 1998                                      |
|  | Qualification pour la Coupe de la CAF 1998                                       |
|  | Qualification pour la Coupe de l'UFOA 1998                                       |
|  | Relégation directe en Division 2                                                 |
|  | T : Tenant du titre C : Vainqueur de la Coupe du Sénégal P : Promu de Division 2 |

## Bilan de la saison
| Championnat du Sénégal de football 1997 |                       |
| Champion                                | AS Douanes (2e titre) |
| Coupes et trophées                      |                       |
| Vainqueur de la Coupe du Sénégal 1997   | AS Douanes            |
| Qualifications continentales            |                       |
| Ligue des champions de la CAF 1998      | AS Douanes            |
| Coupe des Coupes 1998                   | ASC Linguère          |
| Coupe de la CAF 1998                    | ASC Jeanne d'Arc      |
| Coupe de l'UFOA 1998                    | Aucun                 |
| Promotions et relégations               |                       |
| Promus en Division 1                    | ASC Niayès-Pikine     |
| Promus en Division 1                    | US Gorée              |
| Relégués en Division 2                  | Casa Sports           |
| Relégués en Division 2                  | Espoirs de Bignona    |